# 台灣原住民文學
台灣原住民族文學（英語：Taiwan Indigenous Literature）或被稱為台灣族文學，通常是將具有台灣原住民血統的作家的作品，歸入這個分類中。主要分為兩類：口傳文學與書面文學。但也有研究者就題材、語言、工具等方向提出不同的定義:43-35。早期原住民大多沒有表記自身語言的文字，因此文學多藉口傳的形式表現，內容包括神話、傳說、故事，也包括俚語、諺語、歌謠等等，最穩定者應為重要祭儀中龐大的祭歌、禱詞和咒語等。

## 發展
1932年是台灣原住民文學的分界點，在此之前，作品都是口傳；1932年《理番の友》開始刊登原住民知識份子的作品後，則正式進入書面創作的時代:18-19:3-4。隨著時間的推移，原住民文學創作逐漸多元化，包括小說、散文、詩歌等不同形式。
台灣原住民文學作品所使用的語言，在二次大戰之前以日語為主，戰後則改用漢語。
從1971年排灣族陳英雄出版《旋風酋長：原住民的故事》（原名：域外夢痕）起，初期文學創作類型包括小說、散文與詩，內容以族群認同、控訴及抗議、原住民文化主體性的詮釋等面向居多，例如莫那能《美麗的稻穗》、孫大川《久久酒一次》、瓦歷斯．諾幹《番刀出鞘》、田雅各《最後的獵人》等。1987年吳錦發編著《臺灣山地小說選》系列作品，1993年孫大川成立「山海文化雜誌社」，開拓了以漢語書寫的原住民文學發展空間。
1990年代之後，創作題材多元化，以原住民女性觀點的散文出版，例如利格拉樂‧阿烏《誰來穿我織的美麗衣裳》，小說創作以部落歷史故事為題材書寫，包括夏曼．藍波安《冷海情深》、巴代《笛鸛：大巴六九部落之大正年間》等等。
1993年孫大川成立「山海文化雜誌社」，開拓了以漢語書寫的原住民文學發展空間。
此階段國內大學院校國立政治大學、國立成功大學等陸續開設原住民文學相關課程，2001年國立東華大學民族學院成立，設置「民族語言與傳播學系」，鄒族浦忠成出版《臺灣原住民文學史綱(上)(下)》，原住民文學碩、博士論文的相關學術研究亦蓬勃發展。

## 代表作家
- 巴厄拉邦·德納班（孫大川）：卑南族作家。著有《久久酒一次》、《山海世界：台灣原住民心靈世界的摹寫》、《夾縫中的族群建構：台灣原住民的語言、文化與政治》、《姨公公》等。
- 夏曼·藍波安：達悟族作家。著有《天空的眼睛》、《黑色的翅膀》、《大海浮夢》、《冷海情深——海洋朝聖者》等。
- 綠斧固·悟登 （黃貴潮）：阿美族作家、阿美學家、音樂家。著有《宜灣阿美族三個儀式活動的記錄》、《伊那 Ina--我的太陽：媽媽 Doing 傳記》、《遲我十年》等。
- 卜袞·伊斯瑪哈單·伊斯立端（林聖賢）：布農族作家、詩人、布農族語文化保存者。著有《太陽迴旋的地方—卜袞雙語詩集》、《郡群布農語學習手冊第1階》、《郡群布農語教師手冊第2階》、《山棕·月影·太陽·迴旋：卜袞玉山的回音》等。
- 瓦歷斯·諾幹：泰雅族作家、詩人。著有《永遠的部落》、《番刀出鞘》、《迷霧之旅》、《當世界留下二行詩》等。
- 拓拔斯·塔瑪匹瑪（田雅各）：布農族作家。著有《最後的獵人》、《情人與妓女》、《蘭嶼行醫記》等。
- 馬列雅弗斯·莫那能：排灣族作家、詩人。著有《美麗的稻穗》、《一個台灣原住民的經歷》等。
- 利格拉樂·阿女烏：排灣族作家。著有《誰來穿我織的美麗衣裳》、《紅嘴巴的VuVu》、《穆莉淡Mulidan：部落手扎》、《故事地圖》、《祖靈遺忘的孩子》、《女族記事》等。
- 阿道·巴辣夫·冉而山（江顯道）：阿美族作家、表演藝術家、劇作家。著有劇作集《路·Lalan》。
- 巴蘇亞·博伊哲奴 （浦忠成）：鄒族作家。著有《台灣原住民族文學史綱》、《思考原住民》、《再燃庫巴之火：多元視角思考島嶼的弱勢與原住民族群》等。
- 巴代：卑南族作家、小說家。著有《笛鸛：大巴六九部落之大正年間》、《斯卡羅人：檳榔‧陶珠‧小女巫》、《巫旅》、《月津》等。
- 亞榮隆·撒可努：排灣族作家。著有《山豬·飛鼠·撒可努》、《走風的人——我的獵人父親》、《外公的海》、《巴里的紅眼睛》、《台灣原住民的神話與傳說》等。
- 沙力浪·達岌斯菲芝萊藍（趙聰義）：布農族作家、詩人、高山嚮導、揹工。著有 《笛娜的話》、 《祖居地·部落·人》 、《用頭帶背起一座座山：嚮導揹工與巡山員的故事》、《走進石板屋：拉庫拉庫溪流域家屋探索與重建》等。
- 馬翊航：卑南族作家、詩人。著作有散文集《山地話╱珊蒂化》、《假城鎮》、詩集《細軟》等。
- 程廷：太魯閣族作家。著有散文集《我長在打開的樹洞》。
- 黃璽：泰雅族作家、詩人。著有詩集《骨鯁集》。
- 嚴毅昇：阿美族作家、詩人。著有《在我身體裡的那座山》。